# Beach 60th Street
Beach 60th Street – stacja metra nowojorskiego, na linia A. Znajduje się w dzielnicy Queens, w Nowym Jorku i zlokalizowana jest pomiędzy stacjami Beach 67th Street i Beach 44th Street. Została otwarta 28 czerwca 1956.